# Ahmetcan Kaplan
Ahmetcan Kaplan (Trabzon, 16 januari 2003) is een Turks voetballer die doorgaans speelt als centrale verdediger. In augustus 2022 verruilde hij Trabzonspor voor Ajax.

## Clubcarrière

### Trabzonspor
Kaplan speelde vanaf 2013 in de jeugdopleiding van Trabzonspor. Bij deze club werd hij in de zomer van 2021 overgeheveld naar het eerste elftal. Zijn professionele debuut voor Trabzonspor maakte de verdediger op 27 september 2021, toen door een goal van Andreas Cornelius en een tegentreffer van Famara Diédhiou met 1–1 werd gelijkgespeeld tegen Alanyaspor. Kaplan moest van coach Abdullah Avcı op de reservebank beginnen en mocht twaalf minuten voor tijd invallen voor Cornelius. Vijf dagen later mocht de verdediger voor het eerst in de basis beginnen; samen met Edgar Ié vormde hij een centraal duo tegen Kayserispor. Namens die club scoorde Emrah Başsan, maar door een dubbelslag van Anastasios Bakasetas won Trabzonspor met 1–2 en Kaplan speelde het gehele duel mee.

### Ajax
In de zomer van 2022 maakte de Turk voor een bedrag van circa negenenhalf miljoen euro de overstap naar Ajax, waar hij zijn handtekening zette onder een verbintenis voor de duur van vijf seizoenen. In september van datzelfde jaar liep hij tijdens een interlandperiode een scheurtje op in zijn voorste kruisband. Medio december 2022 leek hij te zijn hersteld, maar liep hij tijdens de training een blessure op aan zijn linkerknie. Hierdoor kwam hij ook de rest van zijn eerste seizoen bij Ajax niet aan spelen toe.
Zijn eerste speelminuten in Amsterdam volgden op 23 oktober 2023 bij Jong Ajax, tijdens de competitiewedstrijd tegen ADO Den Haag (0–0). Hij mocht van coach Dave Vos in de eenenzeventigste minuut invallen voor Tristan Gooijer. Op 25 februari 2024 maakte hij zijn eerste minuten in het eerste elftal; coach John van 't Schip liet hem tegen AZ tijdens de eerste helft invallen voor Anton Gaaei. AZ won het duel met 2–0 door een dubbelslag van Ruben van Bommel. Na zijn eerste wedstrijden in het eerste elftal kreeg hij complimenten van coach Van 't Schip en teamgenoot Jorrel Hato. De rest van het seizoen behield hij een basisplaats. Deze raakte hij aan het begin van de jaargang 2024/25 kwijt onder de nieuwe trainer Francesco Farioli, waarna hij genoegen moest nemen met een rol als reserve achter Josip Šutalo en Youri Baas.

## Clubstatistieken

### Beloften
| Seizoen | Club      | Competitie     | Competitie | Competitie |
| Seizoen | Club      | Competitie     | Wed.       | Dlp.       |
| ------- | --------- | -------------- | ---------- | ---------- |
| 2023/24 | Jong Ajax | Eerste divisie | 11         | 0          |
| 2024/25 | Jong Ajax | Eerste divisie | 3          | 2          |
| Totaal  | Totaal    | Totaal         | 14         | 2          |

### Senioren
| Seizoen | Club        | Competitie | Competitie | Competitie | Beker | Beker | Internationaal | Internationaal | Totaal | Totaal |
| Seizoen | Club        | Competitie | Wed.       | Dlp.       | Wed.  | Dlp.  | Wed.           | Dlp.           | Wed.   | Dlp.   |
| ------- | ----------- | ---------- | ---------- | ---------- | ----- | ----- | -------------- | -------------- | ------ | ------ |
| 2021/22 | Trabzonspor | Süper Lig  | 13         | 0          | 5     | 0     | 0              | 0              | 18     | 0      |
| 2022/23 | Ajax        | Eredivisie | 0          | 0          | 0     | 0     | 0              | 0              | 0      | 0      |
| 2023/24 | Ajax        | Eredivisie | 11         | 0          | 0     | 0     | 2              | 0              | 13     | 0      |
| 2024/25 | Ajax        | Eredivisie | 8          | 0          | 1     | 0     | 3              | 0              | 12     | 0      |
| Totaal  | Totaal      | Totaal     | 32         | 0          | 6     | 0     | 5              | 0              | 43     | 0      |

Bijgewerkt op 16 juni 2025.

## Interlandcarrière
In mei 2024 werd Kaplan door bondscoach Vincenzo Montella opgenomen in de voorselectie van Turkije voor het EK 2024 in Duitsland. De maand erna maakte hij ook onderdeel uit van de definitieve selectie. Turkije overleefde de groepsfase na overwinningen op Georgië (3–1) en Tsjechië (1–2) en een nederlaag tegen Portugal (0–3). Hierna werd Oostenrijk met 1–2 verslagen, waarna Nederland in de kwartfinales met 2–1 te sterk was. Kaplan kwam op het EK niet in actie. Zijn toenmalige clubgenoten Josip Šutalo, Borna Sosa (beiden Kroatië), Brian Brobbey en Steven Bergwijn (beiden Nederland) waren ook actief op het toernooi.

## Erelijst
| Süper Lig | 1 | 2021/22 |